# Idealo
IDEALO (deletreado como idealo) es un comparador de precios en línea activo en España y otros cinco países europeos. La empresa se fundó en el año 2000 y desde 2005 es propiedad el grupo editorial Axel Springer SE. Idealo Tiene su sede en Berlín, Alemania. La página web y la aplicación de idealo permiten a los usuarios comparar precios en diferentes tiendas en línea.

## Historia
La empresa fue fundada por Martin Sinner, Albrecht von Sonntag, Christian Habermehl y otras personas en el año 2000 en Berlín, Alemania. Para ello se requirieron 150.000 euros de capital inicial así como 350.000 euros de un crédito del banco de inversiones KfW. En julio de 2006 el grupo editorial Axel Springer SE adquirió el 74,9 % de idealo Internet GmbH. En septiembre de 2017 trabajaban en idealo más de 700 personas. Los directores generales son Mark Dekan, Jörn Rehse y Jovan Protić.
En 2013 idealo llegó a España. Además, el comparador de precios está presente en Alemania, Francia, Reino Unido, Italia y Austria. idealo también ofrece un comparador de vuelos, presente en 15 países. Desde 2011 existen aplicaciones para Android y para IOS.
En 2016, idealo lanzó la revista digital idealo Magazín, en la que regularmente se publican informaciones y estudios   acerca de tendencias de consumo en línea.
Además, desde 2011 Idealo tiene una participación en Sparheld International GmbH, la firma que opera detrás de Cupones.es, el portal de cupones descuento en línea para el mercado español.
Idealo ha demandado en varias ocasiones   a Google ante el Tribunal Regional de Berlín por abuso de posición dominante, acusando a Google de favorecer ilegalmente su propio servicio de comparación de precios y productos en detrimento de la competencia.

## Country Managers en España
Desde su llegada al mercado español en 2013, la dirección de idealo.es ha estado en manos de varios *Country Managers* (directores generales para España):
- Adrián Amorín Luna (2017–2022): Fue el primer Country Manager de idealo en España. Bajo su liderazgo, idealo.es alcanzó en 2017 los 10 millones de visitas, situándose como uno de los comparadores de precios más utilizados por los internautas españoles.[11] Amorín destacó la importancia de ofrecer un contenido de calidad para acompañar al usuario en el proceso de compra y la necesidad de adaptar la plataforma al uso creciente de dispositivos móviles.[12] Durante su gestión idealo afrontó el reto de la navegación móvil, llegando a triplicar en 2018 el tráfico orgánico desde móviles frente al de ordenadores, lo que reflejaba la capacidad de la empresa para ajustarse a las nuevas tendencias de consumo.[13] Amorín permaneció en el cargo hasta enero de 2022, cuando dejó la empresa para asumir nuevas responsabilidades en el sector financiero.[14]

- Pablo Marín (febrero de 2023–presente): Asumió el cargo de Country Manager de idealo España a comienzos de 2023.[15] Marín cuenta con más de diez años de experiencia en gestión empresarial internacional y marketing digital, incorporación con la que idealo reafirmó su compromiso de seguir creciendo en el mercado español.[15] El nuevo responsable declaró llegar con el objetivo de posicionar al comparador como una herramienta de referencia que ayude a los consumidores a encontrar la mejor oferta en un momento de alta sensibilidad al precio.[15] Marín ha subrayado en declaraciones públicas que la transparencia en los precios es clave para ganarse la confianza de unos compradores cada vez más exigentes y preocupados por el ahorro.[15]

## Estructura y funcionamiento
Los usuarios pueden buscar un producto concreto en idealo, introduciendo el nombre del producto en el campo de búsqueda, o bien navegar por una categoría y buscar productos según sus característicias utilizando determinados filtros. En la página de producto aparece un listado de ofertas procedentes de diversas tiendas en línea, ordenadas de menor a mayor precio. Además, las páginas de producto se acompañan con resultados de test, opiniones de usuario, un gráfico con la variación del precio en los últimos meses así como una hoja de datos del producto. idealo obtiene datos del producto directamente a través de las tiendas en línea con las que trabaja.
El comparador de precios registra más de 80 millones de ofertas de 10.000 tiendas en línea (a fecha de 2016). El equipo de redacción de idealo amplia y complementa los datos que a idealo envían las tiendas en línea con detalles técnicos, resultados de tests, imágenes o videos, que luego se muestran en la página web.
idealo ofrece información al usuario acerca de los gastos de envío, modalidades de pago o condiciones de envío y devolución, además de opiniones de usuario. Los productos se ordenan en el portal según su popularidad, aunque pueden filtrarse según el precio, tiempo de envío o coste de devolución. El precio que se indica en la página principal para cada producto se refiere al precio más barato para ese producto. Además, en la plataforma se ofrecen productos de segunda mano, que se señalan de forma clara. 

## Modelo de negocio
Para aparecer listado en idealo es necesario un contrato entre la empresa y la tienda en línea. Cada tienda en línea que se registra en el portal es revisada por idealo para comprobar su seriedad, política de envíos justa, métodos de pagos flexible, aspectos legales y financieros. Las ofertas se envían por parte de la tienda en forma de archivos de datos con formato CSV o XML, y se actualizan en ciclos regulares.
Cuando un usuario hace clic en una oferta y se le envía a la tienda en línea en cuestión, idealo recibe de esta una comisión de varios céntimos de euro. Para el usuario este servicio es gratuito.

## Acogida
El diario español El País recomendó idealo como una aplicación para ahorrar en las compras en línea.
Según indican en su propia web tienen 5 millones de visitas al mes de media.